# Euphorbia coalcomanensis
Euphorbia coalcomanensis är en törelväxtart som först beskrevs av Léon Camille Marius Croizat, och fick sitt nu gällande namn av Victor W. Steinmann. Euphorbia coalcomanensis ingår i släktet törlar, och familjen törelväxter. Inga underarter finns listade i Catalogue of Life.